# إن شاء الله (كلمة)
إن شاء الله هو مُصطلح شائعٌ بين المُسلمين، وتعنى إثبات المشيئة إلى الله في أمور المُستقبل، حيث يؤمن المُسلمون بأن كل شيء سيحدث في المُستقبل مُقدر ومكتوب عند الله الخالق، حيث ترتبط حدوث الأشياء بمشيئته وإرادته. وكذلك يُعلق هذا المُصطلح بالدعاء، ويتشابه هذا المُصطلح بمُصطلح شائع آخر وهو بإذن الله ويرى المُسلمون بأن لا فرق بين المُصطلحين فكلاهما لهما نفس المعنى والاستعمال القرآني. كما يُستخدم هذا المُصطلح في الديانة اليهودية والمسيحية في ذات المعنى ويختلف في اللفظ.

## الاستخدام والإعراب اللغوي
- إن : حرف شرط جازم، مبنيّ على السكون، لا محلّ له من الإعرابِ.
- شاء : فعل ماضٍ مبني علَى الفتح الظَّاهر، في محلّ جزم فعل الشَّرط.
- الله : لفظ الجلالة، فاعل مرفوع، وعلامة رفع الضمَّة الظَّاهرة علَى آخره.

### مثال
أ: سأبني بيتاً في المستقبل.

ب: إن شاء الله.
أ : أين ستذهب غداً صباحاً؟

ب : سأذهب إلى العمل إن شاء الله.

## في القرآن
- ﴿وَلَا تَقُولَنَّ لِشَيْءٍ إِنِّي فَاعِلٌ ذَلِكَ غَدًا ۝٢٣ إِلَّا أَنْ يَشَاءَ اللَّهُ وَاذْكُرْ رَبَّكَ إِذَا نَسِيتَ وَقُلْ عَسَى أَنْ يَهْدِيَنِ رَبِّي لِأَقْرَبَ مِنْ هَذَا رَشَدًا ۝٢٤﴾ [الكهف:23–24]
- ﴿قَالُوا ادْعُ لَنَا رَبَّكَ يُبَيِّنْ لَنَا مَا هِيَ إِنَّ الْبَقَرَ تَشَابَهَ عَلَيْنَا وَإِنَّا إِنْ شَاءَ اللَّهُ لَمُهْتَدُونَ ۝٧٠﴾ [البقرة:70]

## بين الشعوب غير العربية
يُعد هذا المصطلح مُنتشراً في شبه الجزيرة الإيبيرية وذلك بسبب الحكم الإسلامي ما بين القرن الثامن والقرن الخامس عشر حيث يُنطق هذا اللفظ في في كلاً من اللغة إسبانية: (ojalá) واللغة البرتغالية: (oxalá)، واللتان تعنيان «إن أراد الله» أو «إن شاء الله». كما تُستخدم الكلمة في مالطا (jekk Alla jrid) والتي تعني «إن شاء الله» بسبب انتشار اللهجة العربيّة ما بين نهاية القرن التاسع وحتى نهاية القرن الثاني عشر.